# Posljednja večera (Tintoretto)
Posljednja večera je veliko ulje na platnu Tintoretta naslikano od 1592. – 1594. godine u duhu novog pravca – manirizma, koje je odgovaralo potrebama protureformacije.
Motiv Posljednje večere Tintoretto je naslikao više puta u svojoj dugoj karijeri. Raniji primjeri su za crkve San Marcuola (1547.), San Felice (1559.), San Trovaso (1566.), San Polo i Santo Stefano (oko 1570.) na kojima je prikazao prizor u frontalnoj perspektivi s figurama koji su za stolom paralelni okviru slike. 
- Posljednja večera iz crkve San Marcuola (1547.)
- Posljednja večera iz crkve San Felice (1559.)
- Posljednja večera iz crkve San Trovaso (1566.)
- Posljednja večera iz crkve San Polo (oko 1570.)

No, njegova slika za kor Crkve svetog Jurja Velikog (San Giorgio Maggiore) u Veneciji, gdje se i danas nalazi, je drukčija i najslavnija. 

## Odlike
Na ovoj slici Tintoretto je odabrao prikazati trenutak u kojemu Krist demonstrira simbolično značenje kruha kao njegova tijela i vina kao njegove krvi (Euharistija) koji u potpunosti odgovara njegovoj mističnoj interpretaciji. Za razliku od Leonardove i Veronesove Posljednjih večera, on je organizirao prostor svoje slike dijagonalno. Stol više nije paralelan rubu slike, nego se snažno sužava u dubinu, a likovi nisu podjednako osvijetljeni iz samo jednog izvora svjetlosti. Humanističko, renesansno, zanimanje za psihološke odnose i analitičko promatranje prirode je zamijenjeno manirističkom mističnom melodramom.
Krist je i dalje u središtu slike, ali njegova malena figura bi bila zanemariva da iza njega nije glavni izvor svjetla u tom noćnom interijeru konobe. Krist lomi kruh apostolima dok glavom zaklanja svjetiljku koja radijalno širi zrake od njegove glave, u duhu tradicionalnog prikaza Krista kao "svjetla svijeta". Na lijevoj strani stola nalaze se apostoli od kojih su neki prikazani u pretjeranim gestama u duhu službenog protureformacijskog ukusa. S druge strane stola, zanesen i izoliran u mraku, sjedi Juda. Tintoretto suptilno naglašava dramu izdaje Krista koja će uslijediti, a koja je bila tako važna za Leonarda.
Na desnoj strani stola, u dubokoj sjeni, nalaze se sluge u svom poslu, nesvjesni značenja događaja kojem prisustvuju. Tintoretto se jako potrudio kako bi dočarao atmosferu svakodnevne gozbe, uključujući sluge, posude s hranom, pa čak i domaće životinje. U gornjem desnom kutu se nalazi čudesni kor anđela koji su sačinjeni od dima i osvijetljeni svjetiljkom sa stropa. Ti anđeli umanjuju opušteni svakodnevni dojam slike i ističu njenu orkestriranu viziju nadnaravnog. 

## Poveznice
- Posljednja večera (Leonardo)
- Posljednja večera (Veronese)

## Vanjske poveznice
- Slika na PaintingDb  Arhivirana inačica izvorne stranice od 8. ožujka 2009. (Wayback Machine)
- Posljednja večera (engl.)